# Bokonie

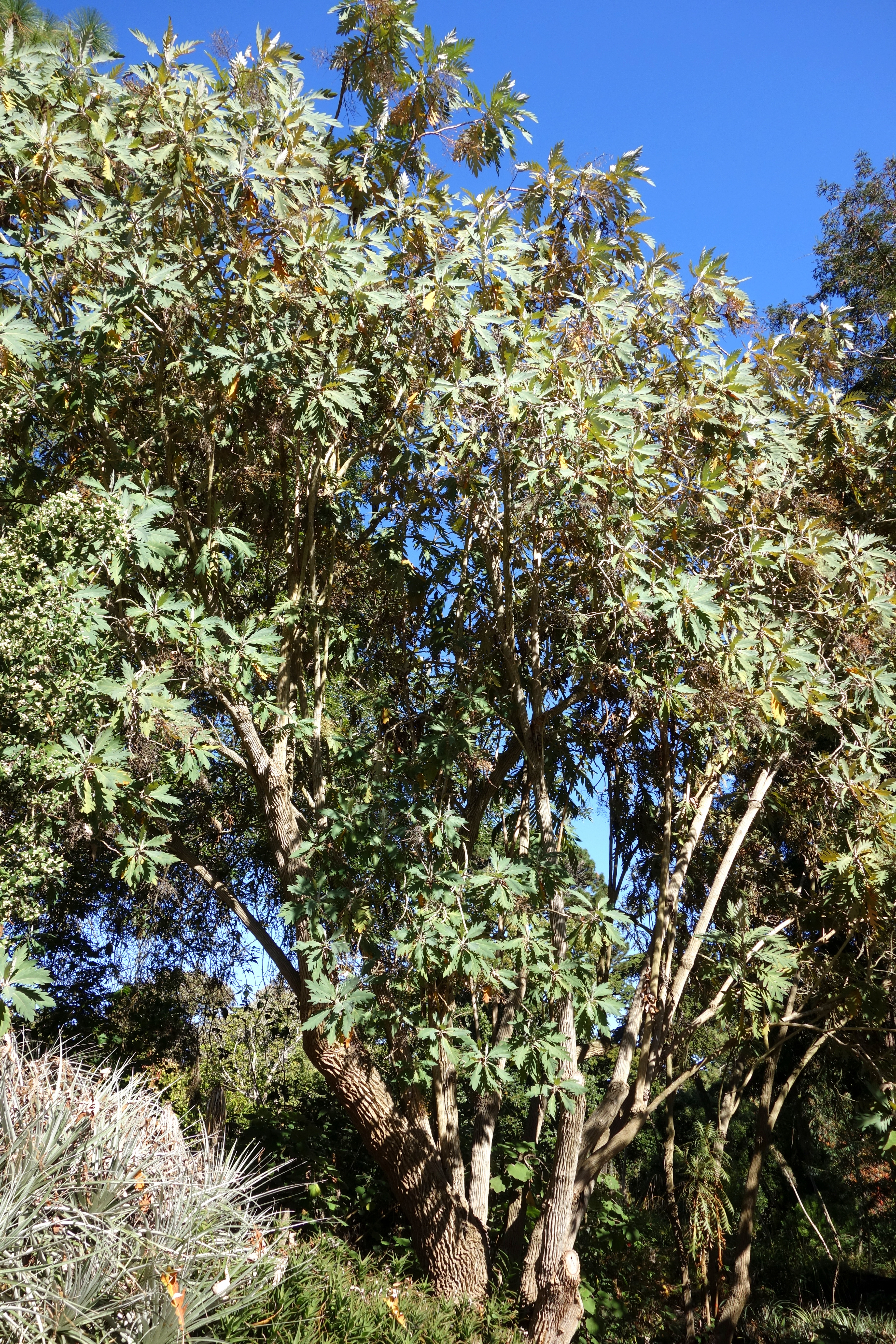
Stromovitý druh Bocconia arborea

Bokonie (Bocconia) je rod rostlin z čeledi makovité. Jsou to polodřevnaté stromy a keře s velkými, většinou laločnatými listy a drobnými, bezkorunnými, větrosprašnými květy ve velkých latovitých květenstvích. Plodem je jednosemenná tobolka. Rod se v některých ohledech čeledi makovité zcela vymyká. Zahrnuje 8 druhů a je rozšířen v horách tropické Ameriky. Nejvíce druhů roste v Mexiku.
Některé druhy, zejména Bocconia frutescens, jsou využívány v domorodé medicíně a lokálně k barvení látek. V tropech jsou také pěstovány jako okrasné rostliny.

## Charakteristika
Rod bokonie se v rámci čeledi makovité velmi vymyká, a to zejména drobnými bezkorunnými květy opylovanými větrem, jednosemennými plody a také dřevnatým habitem.

## Popis
Bokonie jsou řídce větvené nebo nevětvené, polodřevnaté rostliny stromovitého nebo keřovitého vzrůstu, dorůstající výšek 2 až 6 metrů. Obsahují oranžovou šťávu. Listy jsou velké, nahloučené na koncích větví, celistvé nebo častěji zpeřeně laločnaté, se zpeřenou žilnatinou. Odění rostlin se skládá z větvených chlupů. Květenství jsou bohatá a rozměrná a nakvétají synchronně ve stejný čas. Kalich je složený ze 2 opadavých lístků, koruna chybí. Tyčinek je mnoho a jsou převislé. Semeník je elipsoidní a zploštělý, dlouze stopkatý a obsahuje jediné vajíčko. Plodem je jednosemenná tobolka otevírající se 2 opadavými chlopněmi. Semena mají velký míšek.

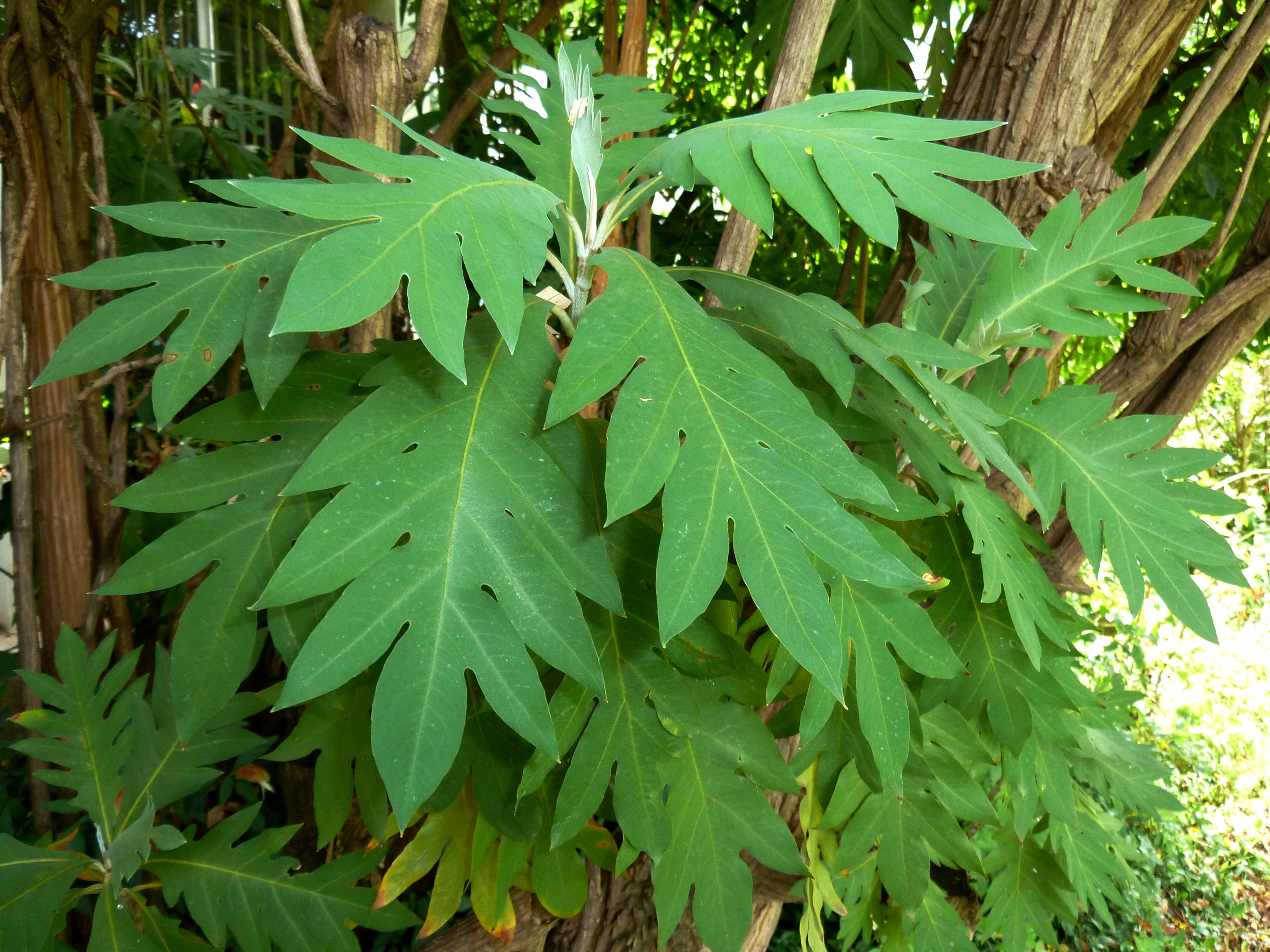
Mladá rostlin Bocconia frutescens
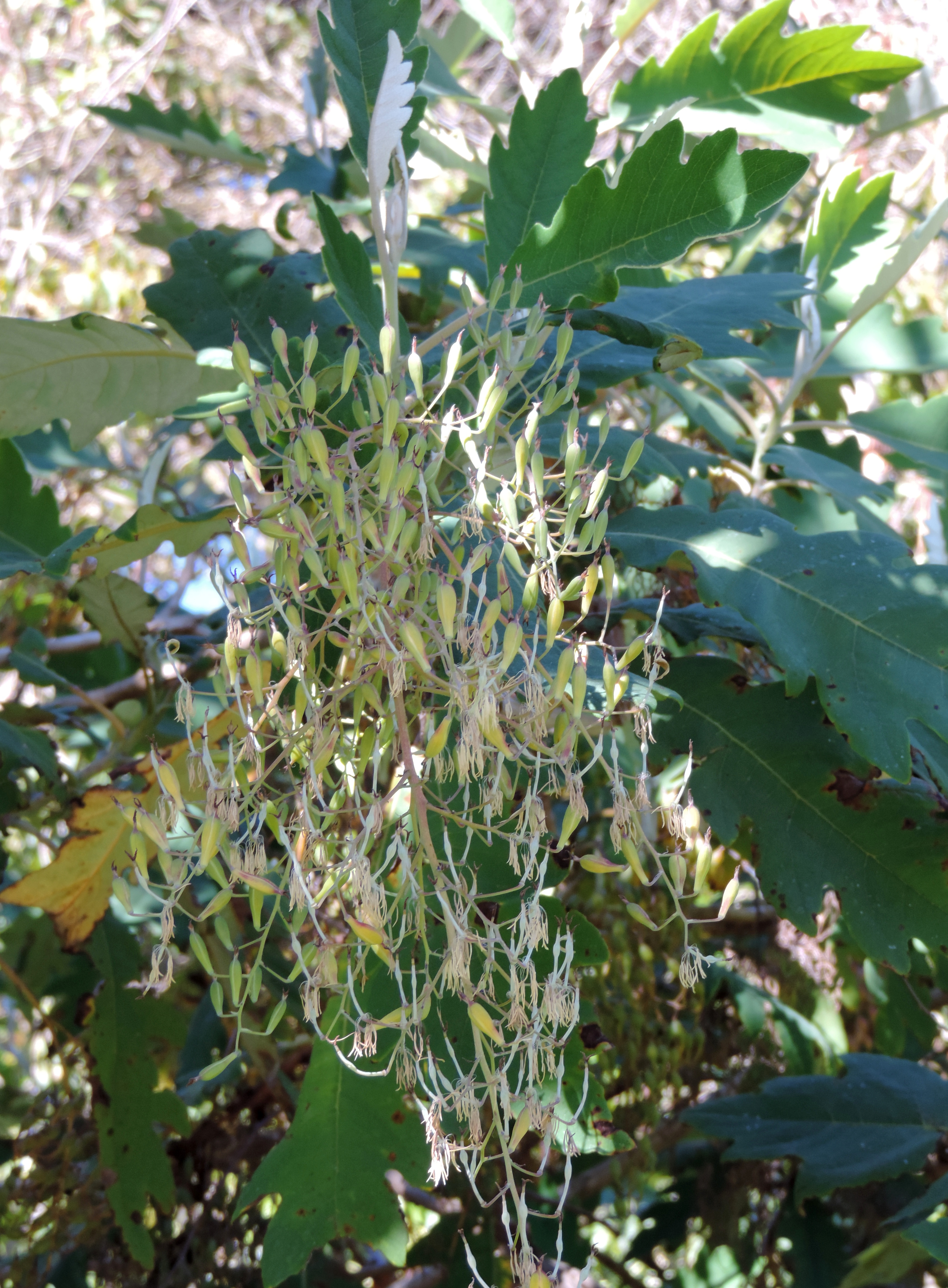
Květenství Bocconia arborea
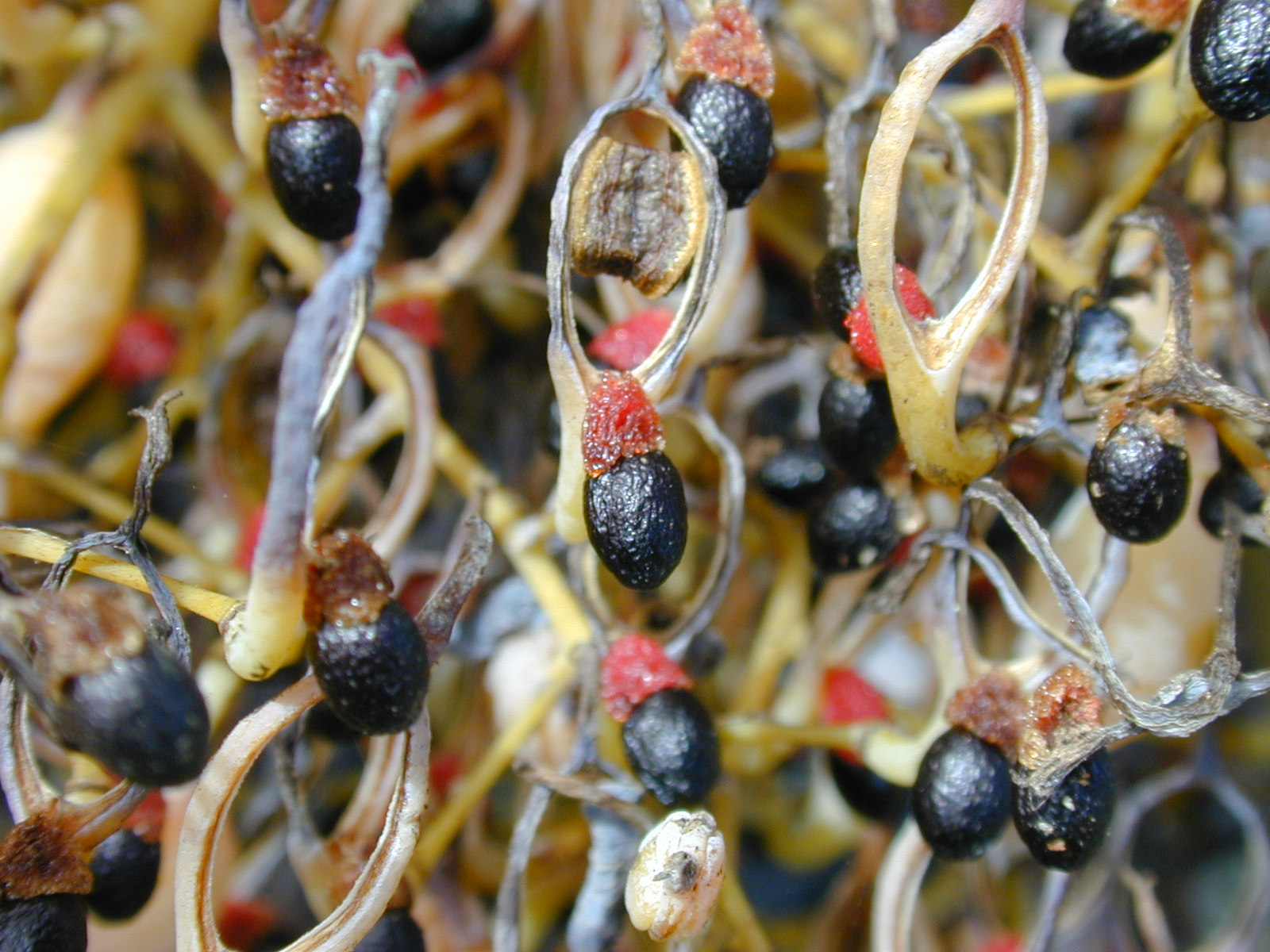
Detail plodenství Bocconia frutescens

## Rozšíření
Rod bokonie zahrnuje 8 druhů. Je rozšířen v tropické Střední a Jižní Americe a na Karibských ostrovech. Centrum rozšíření rodu je v Mexiku, kde se vyskytují všechny známé druhy, a ve Střední Americe. Největší areál má druh Bocconia integrifolia, který také dosahuje nejdále na jih (od Mexika až po Bolívii a Argentiny) a Bocconia frutescens, rozšířený v oblasti od Mexika po Peru a jako jediný druh rodu i na Karibských ostrovech. Tyto dva druhy jsou také jediné, které se vyskytují v Jižní Americe, zatímco areál všech ostatních je omezen na Mexiko a Střední Ameriku.
Bokonie jsou vesměs horské rostliny, rostoucí zpravidla v nadmořských výškách od 500 do 2400 metrů. Druh Bocconia frutescens se vyskytuje i níže, Bocconia vulcanica naopak vystupuje až do nadmořských výšek 3800 metrů. Druh Bocconia integrifolia roste v jihoamerických Andách i jako součást vysokohorského ekosystému známého jako páramo.

## Ekologické interakce
Bokonie mají bohatá květenství drobných bezobalných květů, které jsou opylovány větrem. Tento je v je v rámci čeledi makovité zcela výjimečný a vyskytuje se jinak pouze u rodu makleja (Macleaya). Samoopylení je zabráněno protogynií. Semena mají červený nebo oranžový míšek, po opadnutí chlopní tobolek zůstávají viset v rámečku (replum) a vyhledávají je ptáci, kteří také rozšiřují semena.

## Obsahové látky
Bokonie obsahují podobně jako jiné rostliny z čeledi makovité různé alkaloidy. U druhu Bocconia frutescens byl zjištěn rhoeadin (obsažený např. také ve vlčím máku) a papaverrubin.

## Taxonomie
Rod Bocconia ze v rámci čeledi Papaveraceae řazen do podčeledi Papaveroideae a tribu Chelidonieae.
Blízce příbuzným rodem je východoasijský rod Macleaya, který se odlišuje listy s dlanitou žilnatinou, jednoletými stonky, tenkými chlopněmi plodů a větším počtem malých semen. Oba rody byly v minulosti spojovány do rodu Bocconia.

## Význam
Bokonie mají význam zejména v domorodé medicíně, používají se k barvení a v tropech se pěstují jako okrasné rostliny. Jsou to jedovaté rostliny.
Odvar z listů některých druhů (B. integrifolia, B. frutescens) slouží jako odčervovadlo, šťáva se používá zevně k odstraňování bradavic, semena na svrab a vším. Šťáva druhu Bocconia integrifolia je v Andách používána k barvení vlny. Podobně je využívána i šťáva B. frutescens. Druh Bocconia frutescens je pěstován i v jiných částech tropů a občas i zplaňuje (např. v jihovýchodní Asii a Austrálii).
Ze sbírek českých botanických zahrad není žádný druh rodu bokonie uváděn.